# British Rail 768 sorozat
A British Rail 768 sorozat villamos-dízelmotorvonat, amelyet a Brush Traction és a Wabtec a 319-es sorozatú személyvonatokból alakított át csomagszállításra.

## Történet
2018 decemberében a Rail Operations Group (ROG) két 769-est rendelt, amelyeket a Brush Traction a Porterbrook gördülőállomány bérbeadó vállalat tulajdonában lévő, feleslegessé vált 319-esekből fejlesztett ki. A személyszállító vonatként megmaradt 769-esekkel ellentétben azonban a ROG Orion High Speed Trains leányvállalata csomagszállítóként kívánja üzemeltetni azokat London Liverpool Street és London Gateway között.
2020 februárjában további hármat rendeltek, hogy a szolgáltatást a West Coast Main Line-on keresztül a Midlandsből Skóciába tartó vonalon bevezethessék. Később további öt egységet rendeltek. Eredetileg 769/5-ös sorozatba sorolták volna azokat, de az első egység elkészülte előtt 768-as sorozatba sorolták át őket.
Az első egységek vontatási átalakítását a loughboroughi Brush Traction vállalatnál végezték el, míg az utóbbi példányokat a Wabtec a Doncaster Works műhelyében alakították át. Ezután az Eastleigh Worksbe szállították át az egységeket, ahol a raklapok, ömlesztett áruk és csomagtartó ketrecek szállításához az Arlington Fleet Services átalakította a belső tereket és redőnyös ajtókat szerelt fel.
Az egységek fixen négy kocsis elrendezésben (a szinkroncsatolt működés lehetséges), legfeljebb 100 mph (160 km/h) sebességgel. A hagyományos vasúti árufuvarozástól eltérően ez közvetlen hozzáférést biztosít a városközpontokhoz, az állomásokról történő továbbszállítás pedig furgonokkal vagy kerékpáros futárokkal történik. A szolgáltatást 2021. július 7-én egy London Eustonból induló járattal mutatták be.

## A flotta részletei
| Pályaszám | Eredeti motorvonat | Megjegyzés                               |
| --------- | ------------------ | ---------------------------------------- |
| 768001    | 319010             | Eredetileg a 769501-es pályaszámot kapta |
| 768002    | 319009             | Eredetileg a 769502-es pályaszámot kapta |
| 768003    |                    |                                          |
| 768004    |                    |                                          |
| 768005    |                    |                                          |
| 768006    |                    |                                          |
| 768007    |                    |                                          |
| 768008    |                    |                                          |
| 768009    |                    |                                          |
| 768010    |                    |                                          |

## Fordítás
- Ez a szócikk részben vagy egészben  a   British Rail Class 768 című angol Wikipédia-szócikk ezen változatának fordításán alapul.  Az eredeti cikk szerkesztőit annak laptörténete sorolja fel. Ez a jelzés csupán a megfogalmazás eredetét és a szerzői jogokat jelzi, nem szolgál a cikkben szereplő információk forrásmegjelöléseként.